# Schloss Döbschütz

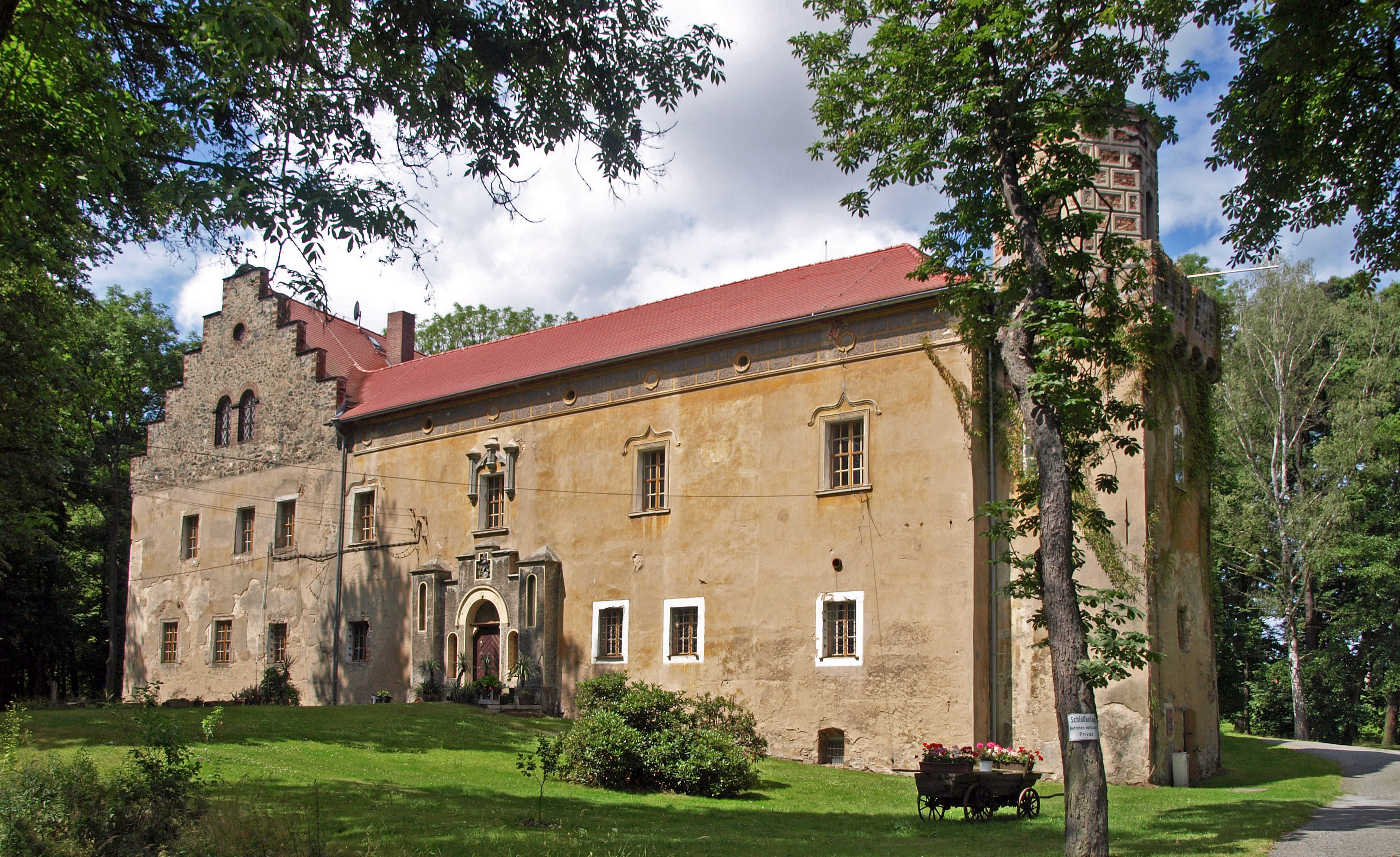
Schloss Döbschütz, Ostflügel (2014)

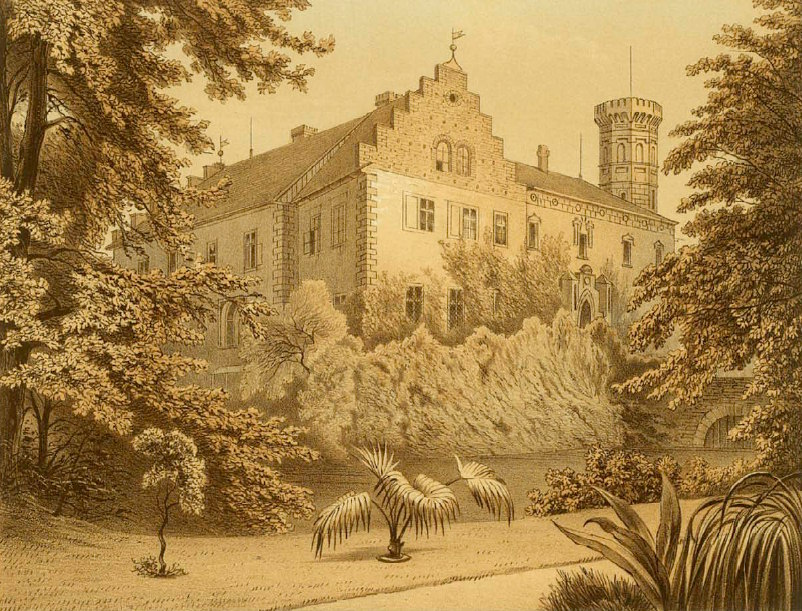
Lithographie aus der Sammlung Alexander Duncker (ca. 1860)

Das Schloss Döbschütz ist ein Wasserschloss in Döbschütz, einem Ortsteil der Gemeinde Vierkirchen im Landkreis Görlitz im Osten von Sachsen. Das vermutlich im 12. Jahrhundert erbaute Schloss gilt als ältestes Schloss der Oberlausitz und ist das Stammhaus des Adelsgeschlechtes Debschitz. Es steht als Bauwerk von bau- und ortsgeschichtlicher Bedeutung unter Denkmalschutz.

## Geschichte
Nach historischen Überlieferungen soll bereits der böhmische König Vladislav II. mit seinen Söhnen im Jahr 1174 in dem Schloss Unterschlupf gesucht haben, nachdem er sich in der Frage der Thronfolge mit dem damaligen deutschen Kaiser Friedrich Barbarossa überworfen hatte. Für 1218 werden die Herren von Debschitz als Besitzer des Gutes erwähnt. 1506 erwarb die Familie von Gersdorff das Schloss, diese verkauften es 1581 an die Herren von Fürstenau. Etwa im späten 16. Jahrhundert wurde das Schloss zum Stil der Renaissance umgebaut. 1778 wurde das Schloss Döbschütz von den Oberlausitzer Ständen gekauft und als Gefängnis genutzt. Nur kurze Zeit später wurde das Schloss erneut verkauft. Zu Beginn des 19. Jahrhunderts wurde der Westflügel des Gebäudekomplexes abgerissen, um einen Parkzugang zu erhalten. Die beiden hölzernen Zugbrücken über den Wassergraben wurden um die gleiche Zeit durch massive Bauwerke ersetzt.
Im Jahr 1874 kam es in einem Seitenflügel des Schlosses zu einem Brand, danach wurde der betroffene Gebäudeteil in kleinerer Form wieder aufgebaut. 1876 wurde das Rittergut von dem früheren preußischen Kriegsminister Albrecht Graf von Roon gekauft, dieser ließ erneut Umbauten am Schloss vornehmen. Im Jahr 1930 verkaufte die Familie von Roon das Schloss Döbschütz aus finanziellen Gründen an den früheren Gutsinspektor Paul Daniel. Dieser wurde 1945 im Zuge der Bodenreform in der Sowjetischen Besatzungszone enteignet. Einer der das Schloss umgebenden Wassergräben wurde danach zugeschüttet. Die bewirtschafteten Gutsflächen wurden parzelliert und an Neubauern verteilt, im Schloss waren zunächst Heimatvertriebene untergebracht.
Nachdem das Schloss lange Zeit leer stand, wurde es 2001 an eine Privatperson verkauft. Diese sanierte das stark heruntergekommene Schloss und richtete 2003 ein Spielzeugmuseum in dem Gebäude ein.

## Architektur

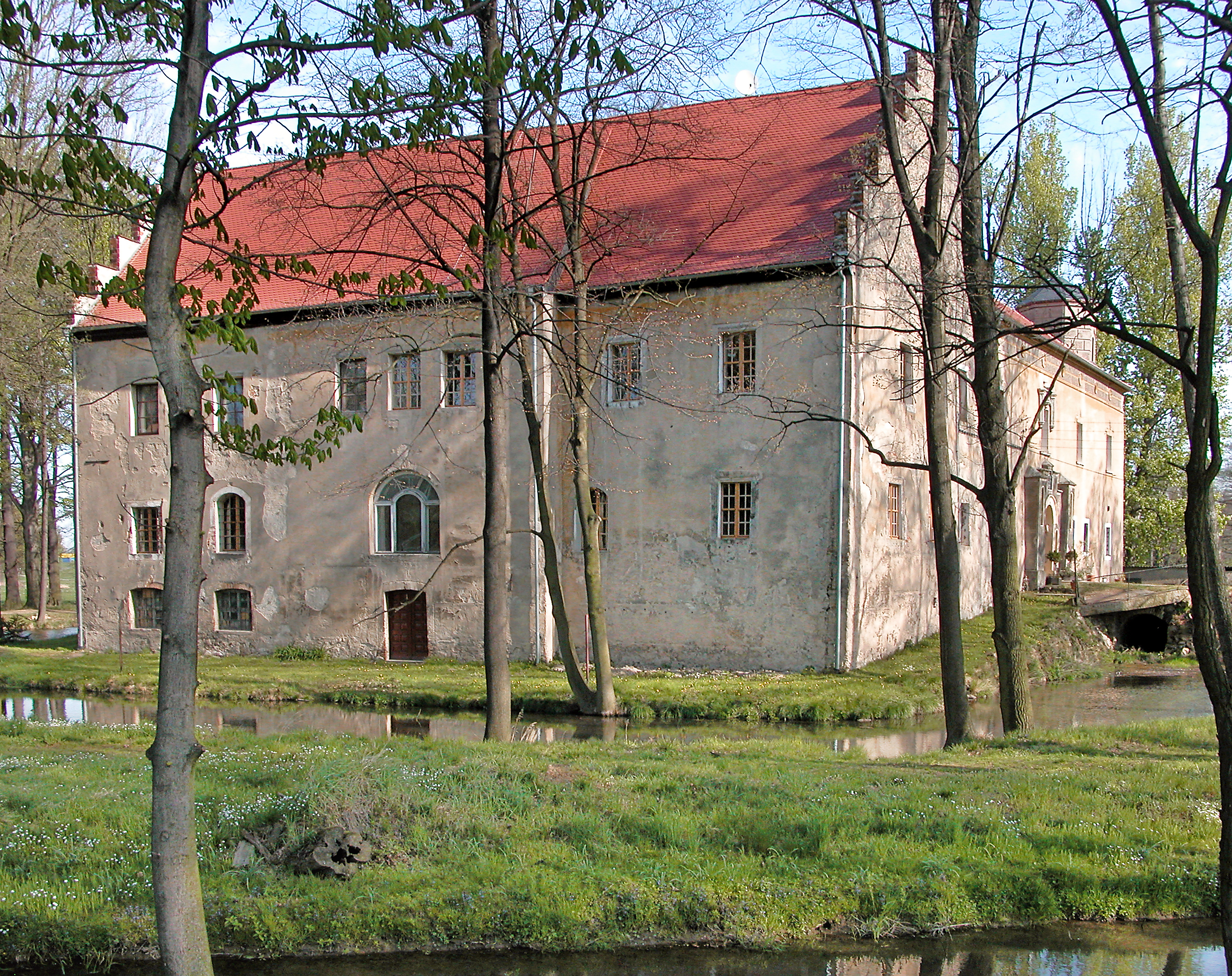
Schloss Döbschütz, Südflügel (2007)

Das Schloss Döbschütz ist ein heute an drei Seiten von einem Wassergraben umgebener, hufeisenförmiger Bau aus verputztem Bruchsteinmauerwerk. Seit dem 1876 unter Albrecht Graf von Roon durchgeführten Umbauarbeiten überwiegen neugotische Formen. Der Südflügel ist dreigeschossig und hat ein Satteldach. Die Giebel sind hier als Staffelgiebel ausgeführt. Der Ostflügel ist zweigeschossig, in der Mitte liegt ein rundbogiges Eingangsportal zwischen Pfeilervorlagen. An der Nordseite des Ostflügels ist ein dreigeschossiger Turm mit quadratischem Grundriss und einem Zinnenkranz angebaut, darüber befindet sich mit einem Zeltdach abgeschlossenes Oktogon. Der Nordflügel ist eingeschossig.
Östlich des Schlosses erstreckt sich die ehemalige Gutsanlage des Rittergutes Döbschütz mit Wirtschaftsgebäuden aus dem 19. und 20. Jahrhundert. Nördlich liegt ein Landschaftspark, der im Westen durch den Schwarzen Schöps begrenzt wird.